# Smallridge
Smallridge – wieś w Anglii, w hrabstwie Devon, w dystrykcie East Devon. Leży 40 km na wschód od miasta Exeter i 215 km na zachód od Londynu.